# 晨报 (法国)
《晨报》（法语：Le Matin） 是1883年创立，1884年开始发行，1944年停刊的法国日报。

## 历史
1883年，有关《晨报》的创立活动由一群美国金融家和报纸编辑发起。法国记者爱德华（Alfred Edwards）接受了他们的委托，并于1884年2月26日在巴黎第十区鱼船大道（法语：Boulevard Poissonnière）6号，发行了第一刊报纸。后来由于巴拿马丑闻的影响，《晨报》几度易主，但其仍保持着美国大众化报纸的风格。
20世纪初，凭借具有冲击力的广告、引人注目的专栏文章，以及大胆的报道，《晨报》的发行量不断增加。从1900年的10万份增加到1910年的约70万份，在1914年二战爆发时达到最高，超过了100万份。
之后，《晨报》逐步走向民族主义的政治倾向，并在一战后公开表明了反议会制以及反共产主义立场。1940年6月，法国投降后，一位反犹太主义者成为了该报主编，并开始与纳粹德国合作。1943年1月，它的发行量维持在26万3千份。
最终，《晨报》于1944年8月17日停刊。主编和编辑等人于8月24日前后，在巴黎因逃税、叛国等罪名被逮捕。

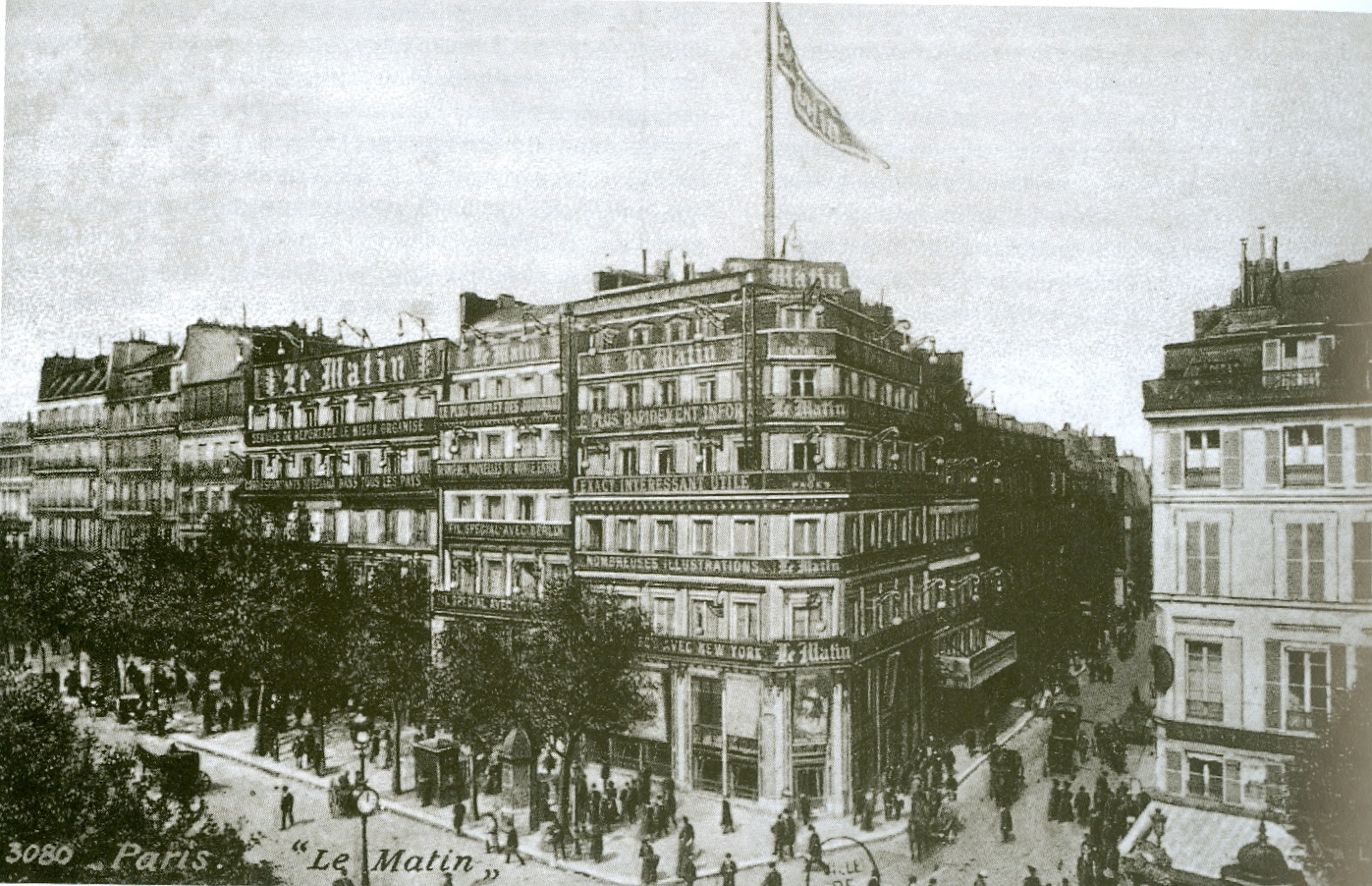
1890年的《晨报》总部